# Silverviol
Silverviol (Viola alba) är en art i familjen violväxter som förekommer i Sverige, centrala och södra Europa, Algeriet och i Turkiet. Arten odlas som trädgårdsväxt i Sverige.